# 1755 aux échecs
| Années des échecs : 1752 - 1753 - 1754 - 1755 - 1756 - 1757 - 1758    |
| Décennies des échecs : 1720 - 1730 - 1740 - 1750 - 1760 - 1770 - 1780 |

Cet article présente les faits marquants de l'année 1755 aux échecs.

## Nécrologie
- Philippe Stamma, dit « le Syrien », joueur et compositeur d’études d’échecs.